# Ulf Linde
Ulf Harald Linde (ur. 15 kwietnia 1929 w Sztokholmie, zm. 12 października 2013) – szwedzki krytyk sztuki, pisarz, dyrektor muzeum i członek Akademii Szwedzkiej. Na członka Akademii Szwedzkiej wybrany 10 lutego 1977 r. i przyjęty 20 grudnia 1977. Ulf Linde zajął miejsce nr 11 pisarza Eyvind Johnsona. Linde był dyrektorem Thielska Galleriet w Sztokholmie w latach 1977 i 1997.

## Nagrody
- 1965 - Stypendystka Szwedzkiego Stypendium Promocji Literatury
- 1984 - Kulturowa Nagroda Natury i Kultury
- 1986 - Övralidspriset

- 1987 - Nagroda Kellgrena
- 1988 – Lotten von Kræmers pris (30 000 koron szwedzkich)[1]
- 1996 - Nagroda Gerarda Bonniera
- 1997 - Pilotpriset
- 2006 - Anders och Veronica Öhmans pris
- 2012 - Gerard Bonniers essäpris

## Twórczość
- 1955 Ragnar Sandberg: 1944–55
- 1958 Johan Krouthén 1858–1932
- 1959 Anteckningar om schweizerstilen
- 1960 Spejare: en essä om konst
- 1962 Lennart Rodhe
- 1963 Marcel Duchamp
- 1964 Siri Derkert
- 1965 Fyra artiklar
- 1969 Contreras: januari 1969
- 1974 Geometrin i en målning av Piero della Francesca
- 1977 Eyvind Johnson: inträdestal i Svenska akademien
- 1980 Rune Jansson
- 1981
  - Johan Krouthén: 1858–1932
  - Claes Eklundh
- 1984 Ulf Gripenholm
- 1985
  - Harald Lyth: målningar 1980–1985
  - Efter hand: texter 1950–1985
- 1986
  - Marcel Duchamp
  - Kjell Anderson: målningar 1970–86
  - Bo Trankell
- 1987
  - Den sentimentale satyren: om Heidenstams Hans Alienus
  - Karl Axel Pehrson
  - Bo Larsson
- 1989
  - Mot fotografiet
  - Kjell Strandqvist
  - Olle Olsson Hagalund
- 1990
  - Ingemar Nygren
  - Gripenholm eller Tolv variationer över ett tema av * Basilius Valentinus
- 1991 Olle Skagerfors: akvareller och teckningar
- 1993 Clinch
- 1996
  - Rune Rydelius
  - John-E Franzén: målningar och teckningar
- 1998 Lars Kleen: Konstruktionen: constructions
- 1999 Svar
- 2002 Ulf Gripenholm: målningar, teckningar, grafik
- 2004 Jazz: kåserier i Orkesterjournalen 1950–1953 och två artiklar
- 2007 Edvard Munch och Thielska galleriet
- 2008
  - Hans Lannér
  - Från kart till fallfrukt: 70 korta kapitel om mitt liv et cetera
- 2011 Sammelsurium